# Turowice (Sainte-Croix)
Pour les articles homonymes, voir Turowice.
Turowice est une localité polonaise de la gmina de Fałków, située dans le powiat de Końskie en voïvodie de Sainte-Croix.